# Honiton (stacja kolejowa)
Honiton – stacja kolejowa w mieście Honiton w hrabstwie Devon na linii kolejowej West of England Main Line. Stacja bez sieci trakcyjnej. Budynek stacji powstał w latach siedemdziesiątych XX w.

## Ruch pasażerski
Stacja obsługuje ok. 255 166 pasażerów rocznie (dane za rok 2021/2022). Posiada bezpośrednie połączenia z Londynem, Salisbury i Exeterem. Pociągi odjeżdżają ze stacji co godzinę w każdą stronę. 

## Obsługa pasażerów
Automaty biletowe, przystanek autobusowy, postój taksówek, bar.